# Golden Globe de la révélation masculine de l'année

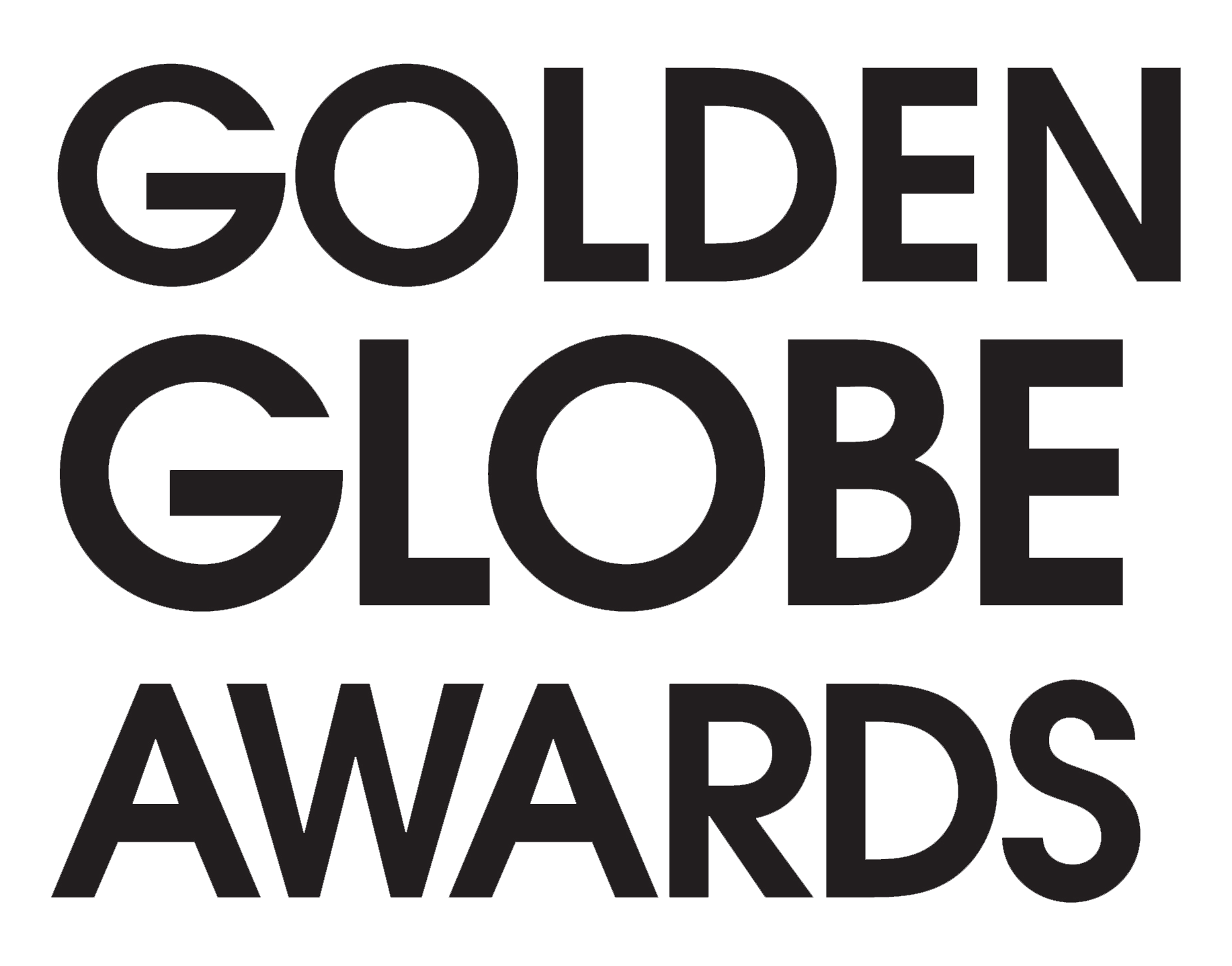
Logo Golden Globe Awards

Le Golden Globe de la révélation masculine de l'année (en anglais : New Star Of The Year – Actor) est une récompense cinématographique décernée annuellement de 1948 à 1983 par la Hollywood Foreign Press Association.
Exceptionnellement, un seul trophée récompensant la « révélation de l'année » (hommes et femmes confondus) est décerné en 1951 et 1982. Un Golden Globe de la révélation masculine étrangère de l'année (New Foreign Star of the Year – Actor) est décerné pour la seule année 1957.

## Palmarès
Les lauréats sont indiqués en gras.

### Années 1940
- 1948 : Richard Widmark pour Le Carrefour de la mort (Kiss of Death)
- 1949 : Non attribué

### Années 1950
- 1950 : Richard Todd pour Le Dernier Voyage (The Hasty Heart)
  - Juano Hernandez pour L'Intrus (Intruder In the Dust)
- 1951 : Gene Nelson pour No, no, Nanette (Tea for Two) (Sous le nom de Golden Globe de la révélation de l'année)
- 1952 : Kevin McCarthy pour Mort d'un commis voyageur (Death of a Salesman)
- 1953 : Richard Burton pour Ma cousine Rachel (My cousin Rachel)
  - Aldo Ray pour Mademoiselle Gagne-Tout (Pat and Mike)
  - Robert Wagner pour La Parade de la gloire (Stars and Stripes Forever)
- 1954 : (ex æquo)
  - Richard Egan pour The Kid from Left Field et La Brigade glorieuse (The Glory Brigade)
  - Hugh O'Brian pour Le Déserteur de Fort Alamo (The Man from the Alamo)
  - Steve Forrest pour Mon grand (So Big)
    - Steve Forrest pour The Kid from Left Field
- 1955 : (ex æquo)
  - Joe Adams pour Carmen Jones
  - George Nader pour Quatre tueurs et une fille (Four Guns to the Border)
  - Jeff Richards pour Les Sept Femmes de Barbe-Rousse (Seven Brides for Seven Brothers)
- 1956 : (ex æquo)
  - Russ Tamblyn pour La Fille de l'amiral (Hit The Deck)
  - Ray Danton pour Une femme en enfer (I'll Cry Tomorrow)
- 1957 : (ex æquo)
  - Anthony Perkins pour La Loi du Seigneur (Friendly Persuasion)
  - Paul Newman pour Le Calice d'argent (The Silver Chalice)
  - John Kerr pour Thé et Sympathie (Tea and Sympathy)
  - Jacques Bergerac •  France - Golden Globe de la révélation masculine étrangère de l'année
- 1958 : (ex æquo)
  - James Garner pour Sayonara
  - Patrick Wayne pour La Prisonnière du désert (The Searchers)
  - John Saxon pour Le Démon de midi (This Happy Feeling)
- 1959 : (ex æquo)
  - Bradford Dillman pour Le Temps de la peur (In Love and War)
  - John Gavin pour Le Temps d'aimer et le Temps de mourir (A Time to Love and a Time to Die)
  - Efrem Zimbalist Jr. pour Une femme marquée (Too Much, Too Soon)
    - Ray Stricklyn pour 10, rue Frederick (Ten North Frederick) de Philip Dunne
    - David Ladd (en) pour Le Fier Rebelle (The Proud Rebel)
    - Ricky Nelson pour Rio Bravo

### Années 1960
- 1960 : (ex æquo)
  - George Hamilton pour Crime & Punishment, USA
  - James Shigeta pour The Crimson Kimono
  - Barry Coe (en) pour Les Déchaînés (Private's Affair)
  - Troy Donahue pour Ils n'ont que vingt ans (A Summer Place)
    - Michael Callan pour The Flying Fontaines
- 1961 : (ex æquo)
  - Michael Callan pour le rôle de Griff Rimer dans Because They're Young
  - Mark Damon pour le rôle de Philip Winthrop dans La Chute de la maison Usher (House of Usher)
  - Brett Halsey pour le rôle du Dr Ned Thomas dans Desire in the Dust
    - Peter Falk pour le rôle d'Abe 'Kid Twist' Reles dans Crime, société anonyme (Murder, Inc)
    - David Janssen pour le rôle de Bill dans Saïpan (Hell To Eternity)
    - Robert Vaughn pour le rôle de Lee dans Les Sept Mercenaires (The Magnificent Seven)
- 1962 : (ex æquo)
  - Warren Beatty pour le rôle de Bud Stamper dans La Fièvre dans le sang (Splendor in the Grass)
  - Bobby Darin pour le rôle de Tony dans Le Rendez-vous de septembre (Come September)
    - Richard Beymer pour le rôle de Tony dans West Side Story
    - George Chakiris pour le rôle de Bernardo dans West Side Story
    - George C. Scott pour le rôle de Bert Gordon dans L'Arnaqueur (The Hustler)
- 1963 : (ex æquo)
  - Terence Stamp pour le rôle de Billy Budd dans Billy Budd
  - Keir Dullea pour le rôle de David Clemens dans David et Lisa (David and Lisa)
  - Omar Sharif pour le rôle du chérif Ali ibn el Kharish dans Lawrence d'Arabie (Lawrence of Arabia)
  - Peter O'Toole pour le rôle de Thomas Edward Lawrence dans Lawrence d'Arabie (Lawrence of Arabia)
    - Paul Wallace pour le rôle de Tulsa No. 2 dans Gypsy, Vénus de Broadway (Gypsy)
- 1964 : (ex æquo)
  - Stathis Giallelis pour le rôle de Stavros Topouzoglou dans America, America
  - Robert Walker Jr. pour le rôle de Dominic dans La Cérémonie (The Ceremony )
  - Albert Finney pour le rôle de Tom Jones dans Tom Jones
    - Alain Delon pour le rôle de Tancrède Falconeri dans Le Guépard (Il Gattopardo)
    - Larry Tucker pour le rôle de Pagliacci dans Shock Corridor
    - Peter Fonda pour le rôle de Weaver dans Les Vainqueurs (The Victors)
- 1965 : (ex æquo)
  - George Segal pour le rôle du Dr Tony 'Shiv' Parelli dans Les Nouveaux Internes (The New Interns)
  - Chaim Topol pour le rôle de Sallah Shabati dans Sallah Shabati (סאלח שבתי)
  - Harve Presnell pour le rôle de 'Leadville' Johnny Brown dans La Reine du Colorado (The Unsinkable Molly Brown)
- 1966 : Robert Redford pour le rôle de Wade Lewis / Lewis Wade dans Daisy Clover (Inside Daisy Clover)
  - Tom Nardini pour le rôle de Jackson Two-Bears dans Cat Ballou
  - Ian Bannen pour le rôle de 'Ratbags' Crow dans Le Vol du Phœnix (The Flight of the Phœnix)
  - James Caan pour le rôle de Randall Simpson O'Connell dans Une femme dans une cage (Lady in a cage)
  - James Fox pour le rôle de Richard Mays dans Ces merveilleux fous volants dans leurs drôles de machines (Magnificent Men in their Flying Machines, or How I Flew from London to Paris in 25 Hours and 11 Minutes)
- 1967 : James Farentino pour le rôle de Ted dans Les Filles et comment s'en servir (The Pad and How to Use It)
  - Alan Bates pour le rôle de Jos Jones dans Georgy Girl
  - Antonio Sabato pour le rôle de Nino Barlini dans Grand Prix
  - Alan Arkin pour le rôle du Lt. Rozanov dans Les Russes arrivent (The Russians Are Coming the Russians Are Coming)
  - John Philip Law pour le rôle d'Alexei Kolchin dans Les Russes arrivent (The Russians Are Coming the Russians Are Coming)
- 1968 : Dustin Hoffman pour le rôle de Benjamin Braddock dans Le Lauréat (The Graduate)
  - Tommy Steele pour le rôle de John Lawless dans Le Plus Heureux des milliardaires (The Happiest Millionaire)
  - Michael J. Pollard pour le rôle de C. W. Moss dans Bonnie et Clyde (Bonnie and Clyde)
  - Oded Kotler pour le rôle d'Eli dans Shlosha Yamim Veyeled
  - Franco Nero pour le rôle de Lancelot du Lac dans Camelot
- 1969 : Leonard Whiting pour le rôle de Roméo dans Roméo et Juliette (Romeo and Juliet)
  - Jack Wild pour le rôle de The Artful Dodger dans Oliver!
  - Alan Alda pour le rôle de George Plimpton dans Paper Lion
  - Daniel Massey pour le rôle de Noel Coward dans Star!
  - Michael Sarrazin pour le rôle de Denny McGuire dans Fureur à la plage (The Sweet Ride)

### Années 1970
- 1970 : Jon Voight pour le rôle de Joe Buck dans Macadam Cowboy (Midnight Cowboy)
  - Helmut Berger pour le rôle de Martin von Essenbeck dans Les Damnés (La caduta degli dei)
  - Michael Douglas pour le rôle de Carl Dixon dans Hail, Hero!
  - George Lazenby pour le rôle de James Bond dans Au service secret de Sa Majesté (On Her Majesty's Secret Service)
  - Glen Campbell pour le rôle de Mr Laboeuf, Texas Ranger dans Cent dollars pour un shérif (True Grit)
- 1971 : James Earl Jones pour le rôle de Jack Jefferson dans L'Insurgé (The Great White Hope)
  - Joe Namath pour le rôle de Joe William Reese dans Norwood
  - Kenneth Nelson pour le rôle de Michael dans The Boys in the Band
  - Assi Dayan pour le rôle de Romain à 25 ans dans La Promesse de l'aube
  - Frank Langella pour le rôle de George Prager dans Journal intime d'une femme mariée (Diary of a Mad Housewife)
- 1972 : Desi Arnaz Jr. pour le rôle de William "Steenie" Stenopolous dans Red Sky at Morning
  - Gary Grimes pour le rôle d'Hermie dans Un été 42 (Summer of '42)
  - John Sarno pour le rôle de Jerry Griffith dans The Seven Minutes
  - Timothy Bottoms pour le rôle de Joe Bonham dans Johnny s'en va-t-en guerre (Johnny Got His Gun)
  - Tom Baker pour le rôle de Raspoutine dans Nicolas et Alexandra (Nicholas and Alexandra)
  - Richard Roundtree pour le rôle de John Shaft dans Les Nuits rouges de Harlem (Shaft)
- 1973 : Edward Albert pour le rôle de Don Baker dans Butterflies Are Free
  - Frederic Forrest pour le rôle de Tom Black Bull alias "killer" dans Quand meurent les légendes (When the legends die)
  - Kevin Hooks pour le rôle de David Lee Morgan dans Sounder
  - Michael Sacks pour le rôle de Billy Pilgrim dans Abattoir 5 (Slaughterhouse-Five)
  - Simon Ward pour le rôle de Winston Churchill dans Les Griffes du lion (Young Winston)
- 1974 : Paul Le Mat pour le rôle de John Milner dans American Graffiti
  - Kirk Calloway pour le rôle de Doug dans Permission d'aimer (Cinderella Liberty)
  - Carl Anderson pour le rôle de Judas Iscariote dans Jesus Christ Superstar
  - Ted Neeley pour le rôle de Jésus dans Jesus Christ Superstar
  - Robby Benson pour le rôle de Jeremy Jones dans Jeremy
- 1975 : Joseph Bottoms pour le rôle de Robin Lee Graham dans The Dove
  - James Hampton pour le rôle de Caretaker Farrell dans Plein la gueule (The Longest Yard)
  - Lee Strasberg pour le rôle d'Hyman Roth dans Le Parrain 2 (Mario Puzo's The Godfather: Part II)
  - Steven Warner pour le rôle du Petit Prince dans Le Petit Prince (The Little Prince)
  - Sam Waterston pour le rôle de Nick Carraway dans Gatsby le Magnifique (The Great Gatsby)
- 1976 : Brad Dourif pour le rôle de Billy Bibbit dans Vol au-dessus d'un nid de coucou (One Flew Over the Cuckoo's Nest)
  - Chris Sarandon pour le rôle de Leon Shermer dans Un après-midi de chien (Dog Day Afternoon)
  - Ben Vereen pour le rôle de Bert Robbins dans Funny Lady
  - Jeff Lynas pour le rôle de David Herman dans Lies My Father Told Me
  - Roger Daltrey pour le rôle de Tommy Walker dans Tommy
- 1977 : Arnold Schwarzenegger pour le rôle de Joe Santo dans Stay Hungry
  - Truman Capote pour le rôle de Lionel Twain dans Un cadavre au dessert (Murder by Death)
  - Lenny Baker pour le rôle de Larry Lapinsky dans Next Stop, Greenwich Village
  - Harvey Stephens pour le rôle de Damien Thorn dans La Malédiction (The Omen)
  - Jonathan Kahn pour le rôle de Jonathan Osborne dans The Sailor Who Fell from Grace with the Sea
- 1978 : Non attribué
- 1979 : Brad Davis pour le rôle de Billy Hayes dans Midnight Express
  - Andrew Stevens pour le rôle de Billy Ray Pike dans The Boys in Company C
  - Chevy Chase pour le rôle de Tony Carlson dans Drôle d'embrouille (Foul Play)
  - Eric Roberts pour le rôle de Dave dans Le Roi des gitans (King of the Gypsies)
  - Harry Hamlin pour le rôle de Joey Popchik dans Folie Folie (Movie Movie)
  - Doug McKeon pour le rôle de Robbie dans Uncle Joe Shannon

### Années 1980
- 1980 : Rick Schroder pour le rôle de T.J. dans Le Champion (The Champ)
  - Dennis Christopher pour le rôle de Dave Stoller dans La Bande des quatre (Breaking Away)
  - Justin Henry pour le rôle de Billy Kramer dans Kramer contre Kramer (Kramer vs. Kramer)
  - Dean Paul Martin pour le rôle de Chris dans Smash (Players)
  - Treat Williams pour le rôle de George Berger dans Hair
- 1981 : Timothy Hutton pour le rôle Conrad Jarrett dans Des gens comme les autres (Ordinary People)
  - Michael O'Keefe pour le rôle de Ben Meechum dans The Great Santini
  - Christopher Atkins pour le rôle de Richard dans Le Lagon bleu (The Blue Lagoon)
  - William Hurt pour le rôle du Professeur Eddie Jessup dans Au-delà du réel (Altered States)
  - Steve Railsback pour le rôle de Cameron dans Le Diable en boîte (The Stunt Man)
- 1982 : (Un seul trophée) Pia Zadora pour le rôle de Kady Tyler dans Butterfly
  - Elizabeth McGovern pour le rôle d'Evelyn Nesbit Thaw dans Ragtime
  - Howard E. Rollins Jr. pour le rôle de Coalhouse Walker Jr. dans Ragtime
  - Kathleen Turner pour le rôle de Matty Walker dans La Fièvre au corps (Body Heat)
  - Rachel Ward pour le rôle de Dominoe dans L'Anti-gang (Sharky's Machine)
  - Craig Wasson pour le rôle de Danilo Prozor dans Georgia (Four Friends)
- 1983 : Ben Kingsley pour le rôle de Mohandas Karamchand Gandhi dans Gandhi
  - Eddie Murphy pour le rôle de Reggie Hammond dans 48 Heures (48 Hrs.)
  - David Keith pour le rôle de Sid Worley dans Officier et Gentleman (An Officer and a Gentleman)
  - Henry Thomas pour le rôle d'Elliott dans E.T. l'extra-terrestre (E.T. the Extra-Terrestrial)
  - Kevin Kline pour le rôle de Nathan Landau dans Le Choix de Sophie (Sophie's Choice)

## Anecdotes
- En 1982, la Hollywood Foreign Press Association a été sérieusement mise en cause après que l'on eut appris que l'attribution de la récompense à la chanteuse-comédienne Pia Zadora (Golden Globe de la révélation de l'année) avait été précédée d'un séjour à Las Vegas offert aux membres de la HFPA par le mari de celle-ci, le producteur Meshulam Riklis[1]. Cette polémique a contribué à l'abandon de la catégorie.
- Richard Egan est le seul acteur à avoir remporté deux Golden Globe de la révélation masculine la même année pour ses rôles dans The Kid from Left Field et La Brigade glorieuse.